# Metaphycus artinix
Metaphycus artinix är en stekelart som beskrevs av Emilio Guerrieri och John S. Noyes 2000. Metaphycus artinix ingår i släktet Metaphycus och familjen sköldlussteklar. Inga underarter finns listade i Catalogue of Life.